# Alfauir

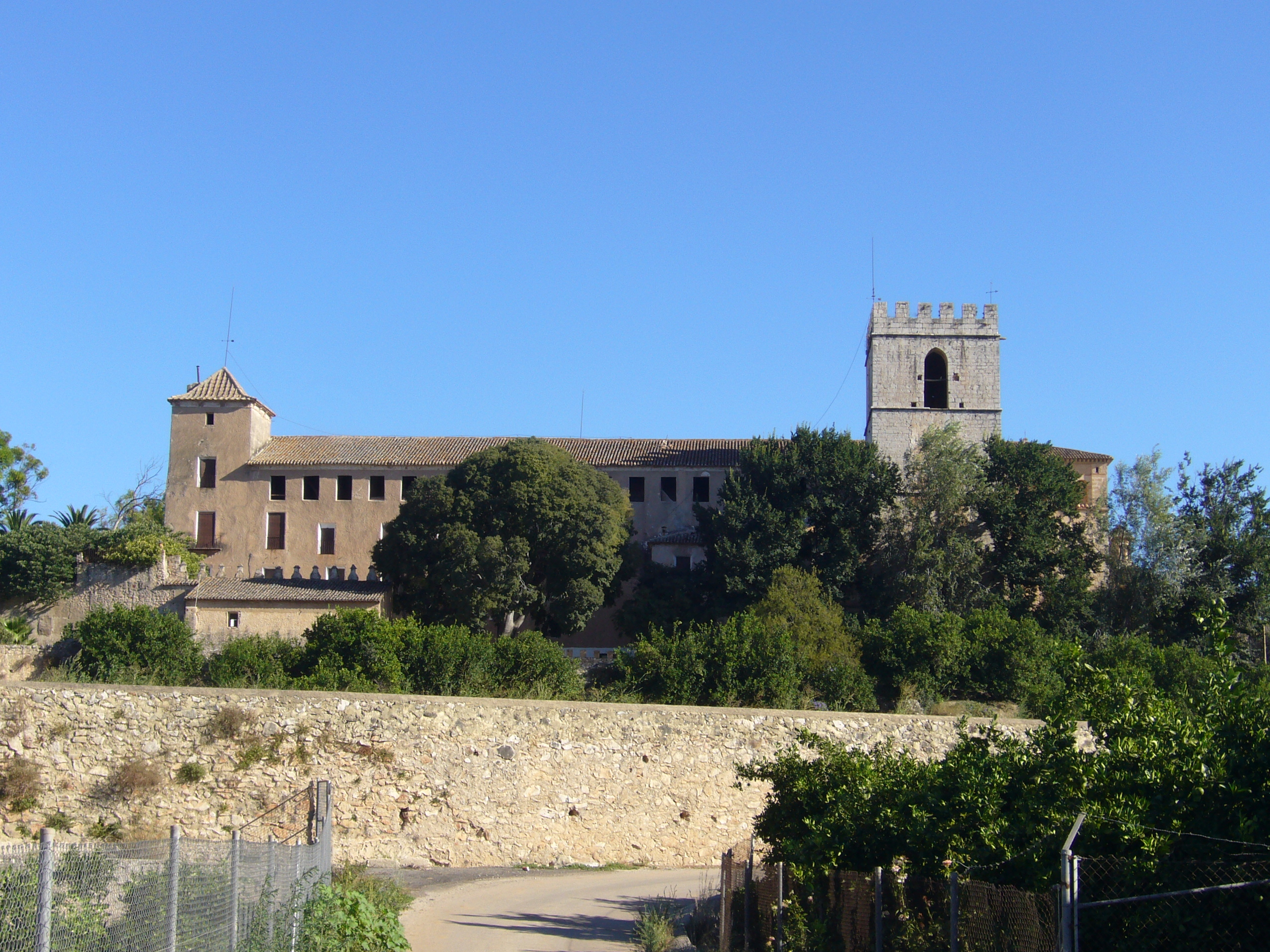
Kloster Sant Jeroni de Cotalba

Alfauir (spanisch Alfahuir) ist ein Dorf in der Region Valencia in Spanien.

## Lage
Alfauir liegt in der Comarca Safor, ca. 81,5 Kilometer südlich von Valencia und 9,7 Kilometer von Gandia entfernt.

## Sehenswürdigkeiten
- Kloster Sant Jeroni de Cotalba
- Route der Borgia
- Route der Klöster von Valencia

## Persönlichkeiten
- Salvador Cardona (1901–1985), Radrennfahrer